# Fugida de Pretòria
Fugida de Pretòria (títol original en anglès, Escape from Pretoria) és una pel·lícula del 2020 coescrita i dirigida per Francis Annan, basada en la fuga real de tres presos polítics a Sud-àfrica el 1979. És protagonitzada per Daniel Radcliffe i Daniel Webber. Es basa en el llibre de 2003 Inside Out: Escape from Pretoria Prison de Tim Jenkin, un dels fugits. S'ha doblat al català per TV3.
Es tracta d'una coproducció internacional entre Austràlia i el Regne Unit. La pel·lícula es va rodar a Adelaide (Austràlia Meridional), a principis de 2019, tant a la ciutat i als suburbis com als estudis Glenside de la South Australian Film Corporation.
La pel·lícula es va projectar l'11 de juliol de 2020 a una selecció petita de cinemes d'Adelaide com a part del Festival de Cinema d'Adelaide, després que els cinemes acabessin de reobrir arran de la pandèmia de la COVID-19.